# 점소구체과
점소구체과(Coccomyxaceae)는 트레보욱시아강에 속하는 녹조류과의 하나이다. 9속 54종으로 이루어져 있다.

## 하위 속
| - Choricystis - 2종 - 점소구체속 (Coccomyxa) - 32종 - Dactylothece - 2종 - Diogenes - 유일종 D. rotundus - Dispora - 4종 | - Lusitania - 유일종 L. henriquesii - Nannokloster - 2종 - Palmogloea - 유일종 P. protuberans - 닻접합말속 (Paradoxia) - 3종 |